# シラクサ
シラクサ（イタリア語: Siracusa ( 音声ファイル)）は、イタリア共和国のシチリア島南東部に位置する都市で、その周辺地域を含む人口約12万人の基礎自治体（コムーネ）。シラクサ県の県都である。標準イタリア語の発音に近い表記は「シラクーザ」。
古代ギリシャの植民都市シュラクサイに起源を持つ都市で、歴史的な遺跡など、多くの観光スポットがある。2005年には市内および周辺の歴史的建造物や遺跡が「シラクサとパンターリカの岩壁墓地遺跡」の名で世界遺産に登録もされている。

## 名称
Siracusa は [siraˈkuza] と発音される。日本語文献では慣用的に「シラクサ」と表記されるが、発音に近いカナ転記の「シラクーザ」も用いられる。このほか、「シラクザ」、「シラクーサ」などとも表記される。
標準イタリア語以外では以下の名称を持つ。
- シチリア語: Sarausa
- 古代ギリシア語: Συρακοῦσαι または Συράκουσαι
- ラテン語: Syracusae（シュラークーサエ）

## 地理

### 位置・広がり
シチリア島の南東部、シラクーザ県の東部に位置するコムーネで、東にイオニア海に面する。シラクサの市街は、カターニアから南南東へ約51km、ラグーザから東北東へ約53km、メッシーナから南南西約127km、州都パレルモから南東へ約206kmの距離にある。沖合の小島オルテュギアー島もシラクサ市の一部である。
シラクサの近くには、カターニア、ノート、モーディカ、ラグーザといった都市がある。

#### 隣接コムーネ
隣接するコムーネは以下の通り。
- アーヴォラ
- カニカッティーニ・バーニ
- フロリーディア
- メリッリ
- ノート
- パラッツォーロ・アクレイデ
- プリオーロ・ガルガッロ
- ソラリーノ

## 歴史

### 古代
紀元前734年頃、ギリシアのコリントスの植民者たちがこの場所を発見し、低湿地帯を意味するシラコ (Sirako) と名づけたのが起源である。土地が肥沃であり、また原住民たちは彼らに好意的であった。都市は発展し、地中海においてギリシア植民市のうちで最も繁栄する都市国家となった。最盛期は人口100万人だったともいう。古典ギリシア語での名称はシュラクサイという。
紀元前5世紀後半、ペロポネソス戦争でシチリアでも勢力を拡大しようとするアテナイに対してスパルタと結んで戦った。シュラクサイはアテナイの敵であるスパルタに援軍を送り、アテナイの船を破壊したり、島を包囲して餓死させるなどして、スパルタの勝利に貢献した。
紀元前4世紀初頭、僭主ディオニュシオス1世はカルタゴに対して戦争を仕掛け、シチリア島全域を支配することに成功した。彼の死後支配権を継承した子のディオニュシオス2世は親戚（1世の義弟）のディオンによって廃位された。プラトンの弟子でもあり、哲人政治の理想を追い求めていたディオンは暗殺され、数名の僭主の後にディオニュシオス2世が復位した。その後、コリントスよりティモレオンが派遣されてきて、彼はディオニュシオス2世をはじめシチリアから僭主を一掃し、さらにヒケタスと結んで攻め込んできたカルタゴ軍をクリミソス川の戦いで破り、撃退した。しかし、紀元前317年にアガトクレスが僭主となり、僭主制が復活した（シケリア戦争中の四次にわたるシュラクサイ包囲戦は各項目参照）。
紀元前264年から始まった、シチリア島の帰属を争う第一次ポエニ戦争では共和政ローマ側に付いてカルタゴと戦ったことにより、ローマの同盟市としてローマの属州に組み込まれることはなかった。しかし、第二次ポエニ戦争でのシラクサはローマとの同盟を破棄しカルタゴと結んだ。
シラクサ出身の人物で最も有名な一人が、自然哲学者のアルキメデスである。彼の発明品の中には、第二次ポエニ戦争におけるローマによるシラクサ包囲戦に対抗するための軍事兵器もあった。アルキメデス考案の兵器はローマ軍を大いに苦しめ、三年間に渡りローマの攻撃を撃退し続けたという。シュラクサイは紀元前212年、ローマのプロコンスル、マルクス・クラウディウス・マルケッルスによって陥落した。アルキメデスはそれと知らないローマ兵によって殺害され、都市は略奪されたという。都市国家シラクサはローマに併合されシキリア属州に組み込まれた。

### ローマ支配から中世にかけて
年月をかけゆっくりと衰退しながらも、シラクサはシチリアにおけるローマ政権の首都の地位にあり、プラエトルの配置がされていた。また、市は帝国の東西の間にある通商の重要港のままだった。市のキリスト教化は、タルススのパウルスと、シラクサ初代司教であった聖マルツィアーノによって広がった。マルツィアーノは、シラクサを西方における改宗の一代中心地としたのである。この迫害の時代に、どっしりとしたカタコンベが掘られた。
ヴァンダル族支配の後、シラクサとシチリア本島は東ローマ帝国のベリサリウスによってローマ人の元に取り戻された（535年12月31日）。663年から668年、シラクサはコンスタンス2世の宮廷が置かれ、全シチリア教会の首都大司教座がおかれた。
878年に起きたアグラブ朝による包囲戦で陥落した際にはシラクサ市街への情け容赦ない略奪が行われ、2世紀にも渡るイスラム支配が始まった。シラクサは島の首都の地位をパレルモに奪われた。大聖堂はモスクに変えられ、オルティジア島の建物は次第にイスラム様式に沿って再建された。どのようであれ、市は、重要な通商関係を保ち、文化と芸術が同時期に華開いた。12世紀のシチリア人詩人で最重要の人物であるイブン・ハムディスは、シラクサに暮らしていた。
1028年、東ローマの将軍ゲオルギオス・マニアケスがシラクサを再征服し、聖ルチアの聖遺物をコンスタンティノープルへ送った。オルティジア島の最南端にある城は、1239年にホーエンシュタウフェン家のフェデリーコ2世の命で建設されたが、マニアケスの名前が冠されている。
1085年、シチリア伯ルッジェーロ1世とシラクサ伯ジョルダーノが夏季の長い包囲戦の末に勝利し、ノルマン人がサラセン人最後の要塞の一つシラクサへ入った。市内には新たな地区が建設され、他の教会と同様に大聖堂が復興した。
1194年、神聖ローマ皇帝ハインリヒ6世がシラクサを占領した。1205年から1220年までの短期のジェノヴァ支配の後、シラクサは神聖ローマ皇帝フリードリヒ2世が奪回した。彼はマニアーチェ城、司教宮殿、ベッロモ宮殿の建設を始めた。フリードリヒの死で社会的不安と封建制の無秩序の時代が始まった。アンジュー家とアラゴン王家の争いで、シラクサはアラゴン側に立ち、1298年にアンジュー家を敗退させた。この褒美として、宗主国アラゴンから多大な特権を授けられた。地元の有力貴族の優越ぶりが、アベラ、キアラモンテ、ナヴァ、モンタルトへの城の建設で見せつけられた。

### 近代と現代
シラクサは、1542年と1693年の二度、破滅的な地震に見舞われ、17世紀の破壊は、ヴァル・ディ・ノート全体と同様に、シラクサの外観を永久に変えた。地震被害にあった都市は、典型的なシチリア・バロック様式に沿って再建され、この様式は南イタリア芸術の典型的な例とされている。
1729年にはペストが大流行した。1837年のコレラ大流行は、ブルボン家支配に対する反乱を引き起こした。処罰としてシラクサからノートへ県都が移されたが、社会不安が全体的に阻止されることなく、シラクサ人は1848年シチリア独立革命に立ち上がった。
1865年のイタリア統一運動後、シラクサは県都の地位を取り戻した。1870年、荒れるがままであった市壁と、オルティジア島と本土とをつないでいた橋が再建された。同じ年、鉄道網が建設された。
1943年、連合国側とナチス・ドイツの空爆で激しく市は破壊された。連合国側のシチリア侵攻の際のハスキー作戦は、島西部を攻撃するイギリス軍とともに1943年7月9日から10日の夜にかけ始められた。バーナード・モントゴメリー将軍率いるイギリス第8軍団は、ほとんど抵抗なしに侵入最初の日にシラクサを占領した。港はイギリス海軍の基地として使われた。市の西部には、およそ1,000人が埋葬された戦没者墓地がある。第二次世界大戦後、シラクサの北部地区は急速な工業化により市域を拡大した。

## みどころ

### 古代の建築物
- アポロ神殿（英語版） - 東ローマ時代にキリスト教教会に、アラブ人支配時代にはモスクとなった。ノルマン時代には再びキリスト教教会になり、スペイン支配下で兵舎に転用される。近代の都市整備で一帯を埋めていた中世の建物が撤去され、再発見される。
- アレテュサの泉（英語版） - オルティジア島にある。伝説によれば、ニンフのアレトゥサが河神アルペイオスに追われ、この泉に身を変えたとされる。
- ギリシア劇場（英語版） - 紀元前3～4世紀の建設。この劇場の階級別座席 (cavea) は、かつて古代ギリシアで建造されたものとしては最大規模である。8つの（階段）通路により9つのセクションに分かれ、67列（段）で1万5千の座席があった。建造物（今も使用されるが）は、ローマ時代に円形闘技場のような見世物興業に合うよう変更された。劇場の近くには古代に石牢として使用された採石場があり、最も有名なのはオレッキオ・ディ・ディオニジオ（英語版）だ。
- アンフィテアトルム - ローマ円形闘技場。この種の闘技場としてはシチリア最大で、ローマ帝政時代の3～4世紀頃、半分は岩をくりぬき、残りは切石を積んでつくられた[13]。
- ローマ時代の墓、通称『アルキメデスの墓』 - 2本のドーリア式円柱で装飾されている
- オリンピアのゼウス神殿 - シラクサ郊外3kmにあり、紀元前6世紀頃の建築
- ヒエロン2世の祭壇

### 教会
- シラクーザ大聖堂 - 古代のドリス式アテナ神殿が、7世紀にゾシモ司教によって転用された。現在でもドリス式円柱などの神殿構造を見ることができる。本堂一つと2つの側廊からなる。本堂の屋根、アプス内のモザイク画はノルマン時代からのもの。ファサードは18世紀に再建された。16世紀のピエトロ・リッツォによる聖ルチアの銀製像、ルイージ・ヴァンヴィテッリ作の天蓋、アントネロ・ガジーニによる『雪の聖母』像が有名。
- サンタ・ルチア聖堂 - 東ローマ時代の建築。伝説によれば、聖ルチアが303年に殉教した場所に建てられたという。現在の姿は、15世紀から16世紀にかけ建てられたもの。古い部分は入り口とアプスに未だ保存されている。教会地下には『聖ルチアのカタコンブ』がある。
- サン・パオロ教会（18世紀）
- サン・クリストフォロ教会（14世紀建設、18世紀再建）
- サンタ・ルチア・アッラ・バディーア教会 - 1693年の地震後、バロック様式の大建築物として建てられた
- サンタ・マリア・デイ・ミラコリ教会（13世紀）
- スピリト・サント教会（18世紀）
- イエズス会派教会
- サン・ベネデット教会（16世紀、1693年以降再建） - マリオ・ミンニティによる『聖ベネディクトゥスの死』を所蔵する
- コンチェジオーネ教会（14世紀、18世紀再建） - ベネディクト会派修道院を併設
- サン・フランチェスコ・アッリンマコラータ教会
- サン・ジョヴァンニ聖堂 - ノルマン人によって建設され、1693年の地震で破壊された。主祭壇はビザンツ様式。サン・ジョヴァンニのカタコンブを含む。

### その他
- マニアーチェ城（英語版） - 1232年から1240年にかけ建設。フリードリヒ2世皇帝時代の軍事建築。
- 考古学博物館 - 青銅器時代から紀元前5世紀までの発掘品を所蔵
- パラッツォ・ランツァ・ブッケリ（16世紀）
- パラッツォ・メルグレーゼ＝モンタルト（14世紀）
- 大司教宮殿（17世紀） - 18世紀後期にできたアラゴン図書館を含む
- パラッツォ・ヴェルメクシオ - 現在の市庁舎。
- パラッツォ・フランチカ・ナヴァ
- パラッツォ・ベネヴェンターノ・デル・ボスコ - 原型は中世に建てられた。
- パラッツォ・ミリアッチョ（15世紀）
- エウリュアロスの要塞 - 市の西側に広がる「エピポライの台地」西端に、僭主ディオニシウスが建てた古代の要塞。エウリアロ(Eurialo)、エピポリ(Épipoli)とも。

### 世界遺産登録基準
この世界遺産は世界遺産登録基準のうち、以下の条件を満たし、登録された（以下の基準は世界遺産センター公表の登録基準からの翻訳、引用である）。
- (2) ある期間を通じてまたはある文化圏において、建築、技術、記念碑的芸術、都市計画、景観デザインの発展に関し、人類の価値の重要な交流を示すもの。
- (3) 現存するまたは消滅した文化的伝統または文明の、唯一のまたは少なくとも稀な証拠。
- (4) 人類の歴史上重要な時代を例証する建築様式、建築物群、技術の集積または景観の優れた例。
- (6) 顕著で普遍的な意義を有する出来事、現存する伝統、思想、信仰または芸術的、文学的作品と直接にまたは明白に関連するもの（この基準は他の基準と組み合わせて用いるのが望ましいと世界遺産委員会は考えている）。

## 姉妹都市
- コリントス、ギリシャ
- ストックホルム、スウェーデン

## 人物

### 著名な出身者
- シュラクサイのディオン - 紀元前4世紀の政治家。
- アルキメデス - 紀元前3世紀の数学者・物理学者・天文学者。
- シラクサのルチア - 4世紀のキリスト教殉教者、聖人。
- マリオ・ミンニーティ - 美術モデル、アーティスト。カラヴァッジオの果物籠を持つ少年のモデルで知られる。
- エリオ・ヴィットリーニ（英語版） - 作家。
- エンゾ・マイオルカ - フリーダイバー。シラクサ生まれ。

## ギャラリー
- ローマ時代のアンフィテアトルム
- マニアーチェ城
- パラッツォ・ベネヴェンターノ・デル・ボスコ
- アルキメデ広場
- オルティジア島
- 聖ルチア祭の夜
- サンタ・ルチア・アッラ・バディーア教会